# Azimsulfuron
Azimsulfuron (ISO-naam) is een herbicide, dat behoort tot de chemische groep van de sulfonylureumverbindingen. Het verstoort de werking van het enzym acetolactaatsynthase (ALS) in de geviseerde onkruiden, waardoor de celdeling en de groei van deze planten wordt verhinderd. Het wordt opgenomen door de bladeren en scheuten en in mindere mate de wortels. Het middel wordt vooral toegepast in de rijstteelt. Het is ontwikkeld door E.I. du Pont de Nemours and Company; DuPont brengt het op de markt in het product DuPont Gulliver Herbicide.
Azimsulfuron is vrij stabiel ten opzichte van hydrolyse en fotolyse; de gemiddelde halveringstijd in water met pH 7 is 124 dagen.

## Regelgeving
In de Europese Unie is azimsulfuron opgenomen in de lijst van toegestane werkzame stoffen (bijlage 1 van Richtlijn 91/414/EEG betreffende het op de markt brengen van gewasbeschermingsmiddelen), voor een termijn die liep tot 31 december 2011. Toepassing vanuit de lucht is niet toegestaan, en er moet bijzondere aandacht worden besteed aan de gevolgen voor waterorganismen en andere landplanten dan die waarvoor de stof bedoeld is; eventueel moeten bijkomende risicoverlagende maatregelen worden opgelegd.

## Toxicologie en veiligheid
Het heeft een lage acute toxiciteit voor zoogdieren. Mutagene, carcinogene of reprotoxische effecten zijn niet vastgesteld bij dierproeven. De Wereldgezondheidsorganisatie is van oordeel dat van azimsulfuron bij normaal gebruik geen acuut gevaar te verwachten valt. Het wordt ook niet beschouwd als een gevaarlijke stof voor het transport (UN/ADR).
Azimsulfuron is wel toxisch tot zeer toxisch voor sommige waterorganismen, in het bijzonder groene algen. In combinatie met de lange halveringstijd is het herbicide daarom ingedeeld als zeer vergiftig voor in het water levende organismen. Het kan in het aquatisch milieu op lange termijn schadelijke effecten veroorzaken.